# Felix Van Groeningen
Felix Van Groeningen, né à Gand le 1er novembre 1977, est un réalisateur belge flamand. Il est connu pour ses films La Merditude des choses, Les Huit Montagnes  primés à Cannes et Alabama Monroe qui a remporté le César du meilleur film étranger 2014.

## Biographie
Felix Van Groeningen est formé aux arts audiovisuels à l'Académie royale des beaux-arts (KASK) de Gand dont il est diplômé en 2000.
Il écrit lui-même son premier film, Steve + Sky qu'il tourne avec l'ancien mannequin Delfine Bafort (qui était aussi son amie) et l'acteur flamand Titus De Voogdt. Ce film et son équipe ont obtenu en 2004 le prix Joseph Plateau pour le meilleur film belge.
En 2007, Van Groeningen tourne un deuxième film, Dagen zonder lief (Jours sans amour), avec notamment An Miller. La bande son est écrite par Jef Neve.
En 2008, il entame l'adaptation du livre La Merditude des choses de Dimitri Verhulst. Ce film sort sur les écrans en octobre 2009 en Belgique et aux Pays-Bas. Il avait auparavant été sélectionné en mai 2009 pour la Quinzaine des réalisateurs du Festival de Cannes. Il y a gagné le Prix Art et Essai, organisé par l'organisation des groupes cinémas indépendants à travers le monde. L’équipe de La Merditude des choses a fait sensation sur la Croisette en arrivant lors de la projection officielle… nu et à vélo. Dans ce film, le personnage principal (Gunther Strobbe, âgé de 14 ans) vit avec sa grand-mère, son père et ses trois oncles, dans un petit village flamand nommé Trou-Duc-les-Oyes. Dans cette famille oisive où la drague et l'alcoolisme des adultes, ainsi que les visites de l'huissier de justice, forment le quotidien de l'enfant, le jeune Strobbe cherche, devenu adulte, à devenir écrivain.
Koen De Graeve (le père de Gunther dans le film) obtient une mention spéciale à Cannes pour son rôle.
Alabama Monroe remporte en 2012 un "Gouden Award" au festival du film d'Ostende, en 2013, le Prix du public au festival de Berlin puis en 2014 le César du meilleur film étranger.
En mai 2018, il a un fils avec sa compagne, l'actrice Charlotte Vandermeersch.
En 2022, Les Huit Montagnes coréalisé par Felix Van Groeningen et Charlotte Vandermersch, adaptation du livre éponyme signé Paolo Cognetti (prix Médicis étranger en 2017), qui déroule, de l’enfance à l’âge adulte, l’amitié de deux enfants que rien ne prédestinait à être proches, obtient le Prix du jury du Festival de Cannes.

## Filmographie
- 2000 : 50CC (court métrage)
- 2004 : Steve + Sky
- 2007 : Dagen zonder lief
- 2009 : La Merditude des choses (en néerlandais : De Helaasheid der dingen)
- 2012 : Alabama Monroe (The Broken Circle Breakdown)
- 2016 : Belgica
- 2018 : My Beautiful Boy (Beautiful Boy)
- 2022 : Les Huit montagnes (Le otto montagne), co-réalisé avec Charlotte Vandermeersch

## Distinctions

### Récompenses
- 2012 : Gouden Award au Festival du film d'Ostende pour Alabama Monroe
- 2013 : Prix du public au festival de Berlin pour Alabama Monroe

- Ensors 2013 :
  - Meilleur film
  - Meilleur réalisateur
  - Industry Award
- César 2014 : Meilleur film étranger pour Alabama Monroe
- Festival du film de Sundance 2016 : Prix de la mise en scène pour Belgica [3]
- Festival de Cannes 2022 : Prix du Jury avec Charlotte Vandermeersch pour Les Huit Montagnes (Le otto montagne), ex aequo avec Hi-Han de Jerzy Skolimowski
- David di Donatello 2023 : Meilleur scénario adapté pour Les Huit Montagnes

### Nominations
- Ensors 2013 : Meilleur scénario